# Celestin Jelenc
Celestin Jelenc, slovenski odvetnik in politik, * 17. december 1884, Trnje, † 12. april 1968, Buenos Aires.
Rodil se je očetu učitelju Štefanu in materi gospodinji Matildi (rojena Planinec). Jelenc je bil član Jugoslovanske socialdemokratske stranke, nato pa Socialistične stranke Jugoslavije, Slovenske zaveze in pripadnik Sokolske legije. Bil je tudi član Narodnega odbora za Slovenijo. Ob koncu druge svetovne vojne se je podal v emigracijo ter se ustalil v Argentini.